# Crèvecœur-le-Petit
Crèvecœur-le-Petit är en kommun i departementet Oise i regionen Hauts-de-France i norra Frankrike. Kommunen ligger i kantonen Maignelay-Montigny som tillhör arrondissementet Clermont. År 2022 hade Crèvecoeur-le-Petit 157 invånare.

## Befolkningsutveckling
Antalet invånare i kommunen Crèvecœur-le-Petit
| Referens: INSEE |